# Jólabókaflóð

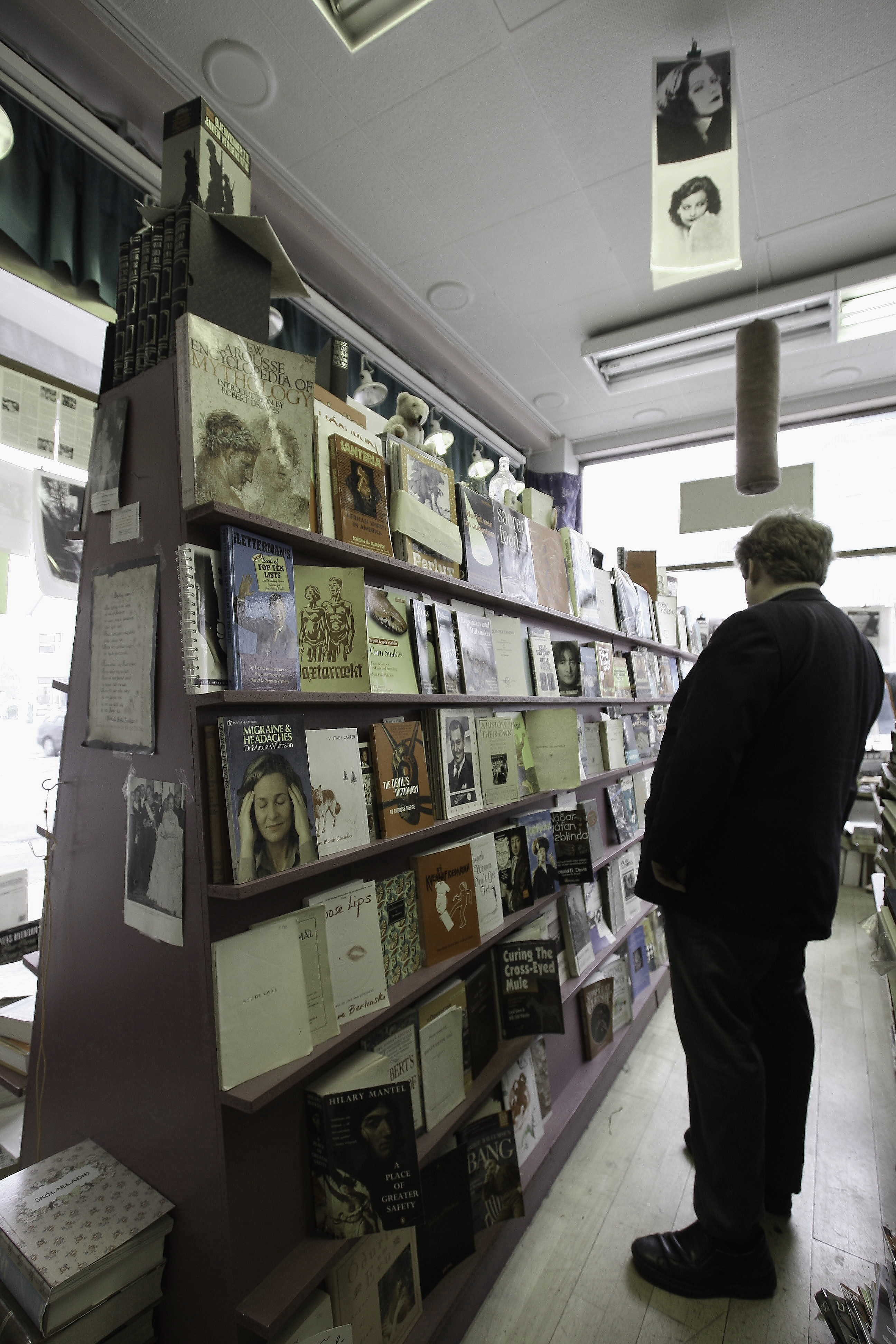
Bókabúð II

Jólabókaflóð (del islandés: «inundación de libros del Yule») es una práctica de Islandia, referida a la publicación de nuevos libros en las semanas previas a las fiestas de Navidad.
En Islandia, la publicación de nuevos libros suele concentrarse en Navidad por tradición. Durante la Segunda Guerra Mundial se impuso una severa restricción a las importaciones, y los libros se convirtieron en un popular regalo navideño porque el papel tenía menos limitaciones que otros productos. Desde entonces las editoriales han concentrado los lanzamientos en las fechas de mayor consumo: cada año se publican más de 700 nuevas referencias en idioma islandés, cifra muy elevada para un mercado de 320 000 lectores potenciales, y las ventas en Navidad suelen representar el 60% del total anual.
La Asociación de Editores Islandeses publica cada año un catálogo de novedades, llamado bókatíðindi («catálogo de libros»), que se envía gratuitamente a todos los hogares del país.
El Jólabókaflóð no es una festividad: la idea de que los islandeses celebren la Navidad leyendo los libros que se han regalado es un mito.